# Piper hexandrum
Piper hexandrum är en pepparväxtart som beskrevs av C.Dc.. Piper hexandrum ingår i släktet Piper och familjen pepparväxter. Inga underarter finns listade i Catalogue of Life.